# Hockeyallsvenskan 2025/2026
Hockeyallsvenskan 2025/2026 är den 27:e säsongen av Hockeyallsvenskan i dess nuvarande form som Sveriges näst högsta serie i ishockey. Serien spelas i 52 omgångar där alla lagen möter varandra fyra gånger. Lagen som placerar sig på plats 1–6 går direkt till slutspelets kvartsfinal, medan lag 7–10 först spelar åttondelsfinal. De två sist placerade lagen spelar Play out om vem som ska flyttas ner till Hockeyettan.

## Deltagande lag
Nya lag i serien denna säsong var Modo Hockey som flyttats ner från Svenska Hockeyligan samt IF Troja-Ljungby som flyttas upp från Hockeyettan. Den 4 juli meddelade Svenska Ishockeyförbundet att man prövat och godkänt elitlicensen för samtliga lag i Hockeyallsvenskan.
| Lag              | Ort          | Arena               | Tränare           | Not    |
| ---------------- | ------------ | ------------------- | ----------------- | ------ |
| AIK              | Stockholm    | Hovet               | Fredrik Hallberg  | [ 3 ]  |
| Almtuna IS       | Uppsala      | Gränby ishall       | Marcus Ragnarsson | [ 4 ]  |
| BIK Karlskoga    | Karlskoga    | Nobelhallen         | Dennis Hall       | [ 5 ]  |
| IF Björklöven    | Umeå         | Visionite Arena     | Magnus Bogren     | [ 6 ]  |
| IF Troja-Ljungby | Ljungby      | Ljungby Arena       | Jens Gustafsson   | [ 7 ]  |
| IK Oskarshamn    | Oskarshamn   | Be-Ge Hockey Center | Jeff Jakobs       | [ 8 ]  |
| Kalmar HC        | Kalmar       | Hatstore Arena      | Viktor Tuurala    | [ 9 ]  |
| Modo Hockey      | Örnsköldsvik | Hägglunds Arena     | Mattias Karlin    | [ 10 ] |
| Mora IK          | Mora         | Smidjegrav Arena    | Oscar Dahlgren    | [ 11 ] |
| Nybro Vikings IF | Nybro        | Liljas Arena        | Hampus Sylvegård  | [ 12 ] |
| Södertälje SK    | Södertälje   | Scaniarinken        | Andreas Johansson | [ 13 ] |
| Vimmerby HC      | Vimmerby     | VBO Arena           | Eric Karlsson     | [ 14 ] |
| Västerås IK      | Västerås     | ABB Arena           | Peter Andersson   | [ 15 ] |
| Östersunds IK    | Östersund    | Östersund Arena     | Mikael Holmqvist  | [ 16 ] |

Uppgifterna om tränare vid seriestarten är hämtade från hockeyallsvenskan.se.

## Grundserien

### Poängtabell
| Nr | Lag              | S | V | ÖV | ÖF | F | GM | IM | MS | P |
| -- | ---------------- | - | - | -- | -- | - | -- | -- | -- | - |
| 1  | AIK              | 0 | 0 | 0  | 0  | 0 | 0  | 0  | 0  | 0 |
| 2  | Almtuna IS       | 0 | 0 | 0  | 0  | 0 | 0  | 0  | 0  | 0 |
| 3  | BIK Karlskoga    | 0 | 0 | 0  | 0  | 0 | 0  | 0  | 0  | 0 |
| 4  | IF Björklöven    | 0 | 0 | 0  | 0  | 0 | 0  | 0  | 0  | 0 |
| 5  | IF Troja-Ljungby | 0 | 0 | 0  | 0  | 0 | 0  | 0  | 0  | 0 |
| 6  | IK Oskarshamn    | 0 | 0 | 0  | 0  | 0 | 0  | 0  | 0  | 0 |
| 7  | Kalmar HC        | 0 | 0 | 0  | 0  | 0 | 0  | 0  | 0  | 0 |
| 8  | Modo Hockey      | 0 | 0 | 0  | 0  | 0 | 0  | 0  | 0  | 0 |
| 9  | Mora IK          | 0 | 0 | 0  | 0  | 0 | 0  | 0  | 0  | 0 |
| 10 | Nybro Vikings IF | 0 | 0 | 0  | 0  | 0 | 0  | 0  | 0  | 0 |
| 11 | Södertälje SK    | 0 | 0 | 0  | 0  | 0 | 0  | 0  | 0  | 0 |
| 12 | Vimmerby HC      | 0 | 0 | 0  | 0  | 0 | 0  | 0  | 0  | 0 |
| 13 | Västerås IK      | 0 | 0 | 0  | 0  | 0 | 0  | 0  | 0  | 0 |
| 14 | Östersunds IK    | 0 | 0 | 0  | 0  | 0 | 0  | 0  | 0  | 0 |

## Slutspel
När grundserien spelats färdigt spelas slutspel där vinnaren får en plats i SHL till nästa säsong.

### Play in
Play in för kvartsfinalerna spelas av lagen som placerade sig på plats 7–10 i grundserien. Lag 7 möter lag 10 och lag 8 möter lag 9. Vinnarna går vidare till kvartsfinalerna. Play in spelas i bäst av tre matcher där högst rankat lag börjar borta och spelar den andra matchen samt en eventuell tredje match på hemmaplan.

### Kvartsfinaler
Lagen som placerade sig på plats 1–6 i grundserien samt vinnarna av Play in spelar kvartsfinaler. Högst rankat lag från Play in rankas 7:a och det andra play-in-laget rankas 8:a – övriga lag rankas efter placeringen i grundserien. I kvartsfinalerna möter lag 1 lag 8, lag 2 möter lag 7, lag 3 möter lag sex och lag 4 möter lag fem. Kvartsfinalerna avgörs i bäst av sju spelade matcher där det högst rankade laget börjar med två hemmamatcher, därefter två bortamatcher och om det behövs spelas de tre sista matcherna hemma, borta, hemma. Segrarna går vidare till semifinal.

### Semifinaler
Segrande lag från kvartsfinalerna möts i semifinaler. Det högst rankade laget möter det lägst rankade laget i ena semifinalen, medan lagen som rankas 2 och 3 möts i den andra. Semifinalerna avgörs på samma sätt som kvartsfinalerna i bäst av sju matcher där högst rankat lag spelar h-h-b-b-h-b-h. Segrarna går vidare till final.

### Hockeyallsvenska finalen
De två segrande lagen från semifinalerna möts i den Hockeyallsvenska finalen som även det avgörs i bäst av sju matcher där högst rankat lag spelar h-h-b-b-h-b-h. Segraren är kvalificerad för spel i Svenska Hockeyligan 2026/2027.

## Play out
Lagen som placerade sig på plats 13 och 14 i grundserien spelar Plau out i bäst av sju matcher där högst rankat lag spelar h-h-b-b-h-b-h. Segraren är kvalificerad för spel i Hockeyallsvenskan 2026/2027 och förloraren i Hockeyettan 2026/2027.